# 大野勇樹
大野 勇樹（おおの ゆうき、1985年10月4日 - ）は、日本のプロレスラー。リングネームはカツオ。

## 経歴

### DRAGON GATE
北海道七飯高等学校ではラグビー部に所属。
2004年にDRAGON GATEに入門、先にデビューした鷹木信悟、B×Bハルク、戸澤陽とは同期入門。
2005年10月5日、本名の大野勇樹で後楽園ホール大会の対ドン・フジイ戦（ハンディキャップマッチでトザワ（現：戸澤陽））とのタッグでデビュー。試合後、フジイにサザエさんのカツオに似ていることから、カツオのリングネームで活動。2006年7月2日、ワールド記念ホール大会にて戸澤塾入りを表明。同時にリングネームも本名の大野勇樹に戻した。
2007年7月から突然行方不明になった。原因は8月から開催されるタッグリーグに自分の名前がエントリーされておらず、そのことについてコラムや公式の掲示板を使って会社批判をしたにもかかわらず会社からは何の連絡もなし。それにキレた大野が道場から家出した。そして普通に戻ってきた。
2008年に入ってからは、戸澤塾内で戸澤と「メタボリックブラザーズ」というユニットを結成したが、NEX2周年興行で戸澤のダイエット宣言により解散。以降登場回数が減る。
2008年8月26日に地元函館での興行でサイバー・コング相手に凱旋試合を行うが敗北。その後、DRAGON GATEを退団。公式掲示板でも会社への批判が書き込まれた（現在は削除された）。
2008年8月31日の博多大会でサイバー・コングシート（REAL HAZARD）として復帰。マスクで顔を隠しているので素性は分からないが、観客からは「カツオ!」等の声援が飛んでいた。体型や声、独特のマイクパフォーマンスで本人とわかる。
戸澤塾のメンバーや谷嵜に対して敵意を燃やして10月5日の博多スターレーンでGamma、堀口元気、神田裕之と組み、戸澤塾と名古屋式イリミネーションマッチで激突して最初に脱落するものの、凶器攻撃などで試合中に介入して勝利に貢献した。
その後は試合数も少なく、シングルでもほとんど敗北していたためセコンドとしての役割のほうが多かった。
12月21日、神戸サンボーホールで行われた谷嵜なおきとサイバー・コングのマスカラ・コントラ・カベジェラマッチで一斗缶攻撃をサイバーに誤爆させてしまい、サイバーが敗北するきっかけになってしまう。しかし、納得のいかないサイバーが再試合を認めさせるために、シートのマスクを剥ぎ、シートはREAL HAZARDを追放される（再試合はサイバーの勝利）。
12月22日に行われたNEXの興行に素顔で参戦したのを最後に姿を見せなくなった。

### 沖縄プロレス
2010年11月18日、沖縄プロレスに入団してウルトラマンゴーとして登場。正体は未公開ながらラジオ番組で自ら本名を口走ってしまったりした事などから当人と解る。
2011年11月、契約期間満了にともない退団。

### フリー
2012年より北都プロレスを中心に活動。みちのくプロレスなど他団体のマットにもフリーで上がっている。
12月のDRAGON GATE札幌大会の第0試合にも出場。

### みちのくプロレス
2013年1月12日付で、みちのくプロレスに正式入団。正規軍の一員として活動しており、コスチュームには腹部に団体のロゴが入ったものになっている。また、対戦相手にヤッペーマン３号が好敵手であり非常に燃え、いない場合には試合放棄ぎみになる。入場曲は戸澤塾のアレンジバージョンである。
2014年より古傷の左ひざを手術することを決断。復帰までは9か月かかるという。欠場中に宅地建物取引士試験を受験し合格。
2014年11月1日、矢巾大会にて復帰。試合は3号にヒップドロップを交わされた後丸め込まれ敗れる。
2015年1月4日、地元函館にバーKATSUO'S HOUSEを開店（後に「ちゃんこ屋 かつお」に改名）する。
2016年に契約解除。

### 道南リング
2016年にカツオが北海道函館市に設立したプロモーション。
「年間10大会開催」を目標と公言。2018年は8大会を開催。2019年は11大会を開催。旗揚げ3年にして目標を達成。
函館市及び周辺市町村で定期的な興行を開催。チャリティー大会や神社での奉納プロレス、函館競輪場、函館競馬場内での試合など地域に根ざした地道な活動を行っている他、2018年より「ジンギスカンプロレス」（会場内でジンギスカン食べ放題を楽しみながら観戦するイベント）を開催している。
道南リング所属として、北都プロレスにもレギュラー参戦。ドラゴンゲートの函館大会にはゲスト選手として毎回参戦を続けている。
自身の選手活動はもちろん後進の育成にも力を入れており、道南リングにて3名の選手がデビューしている。
2022年9月プロフェッショナルレスリングJUST TAP OUTに参戦。
2022年10月8日　ドラゴンゲートショッピングモールプロレスinイオンモール札幌平岡に出場。闘龍門時代の同期B×Bハルクとタッグを結成。
2022年11月27日　北都プロレスサッポロ・イーワン・スタジアム大会にて藤原秀旺を破り、自身初のシングルタイトルHWC王座を獲得。

#### 参戦選手（順不同）
（道南リング）
・カツオ　・リンリンマスク　・斉藤高汰　・もろこしキッド　・本堂正達　・伊藤公彦　・デビルリンリン
（その他参戦選手）
・池田昌樹　・河原成幸　・シドニー昌太スティーブンス　・斗猛矢　・龍寿　・大門寺崇　・石切　・山本裕次郎　・ブルート一生　・北海熊五郎　・谷嵜なおき　・清水来人　・櫻井匠　・磐城利樹　・HAYATA　・タダスケ　・タコヤキーダー　・アルティメット・スパイダーJr.　・FUMA　・中野貴人　・小仲＝ペールワン　・ジインテリジェンスグランドパッションマスク４号　・台湾ラーメンマン　・洞口義浩　・神楽　・山田太郎　・守屋博昭　・がばいじいちゃん　・エル・ホルネット　・下村大樹　・ジンベイザメーン　・ヤマダマンポンド　・野崎広大　・めんたいキッド　・青木雄基　・藤原秀旺　・愛澤No.1　・松田慶三　・鈴木心　・レッカ　・ガイア・ホックス　・翔太　・シンゴ・相原　・ドングリー藤江　・後藤哲也　・アンドレザ・ジャイアントパンダ　・レランパゴ　・魔苦・怒鳴門　・影山道雄　・忍　・イホ・デル・アレブリヘ　・大和ヒロシ　・中島洋平　・新井健一郎　・清水来人　・ペン島田　・満島章（奥尻町観光課長）　・定アキラ　・大谷譲二　・藤波辰爾　・LEONA　・望月成晃　・小藤将太　・リル・クラーケン　・アホロートル　・ヒップホップマン
・神田愛実　・日向小陽　・杏ちゃむ　・ハイビスカスみぃ　・沙恵　・藤田あかね　・帯広さやか　・竹林早苗　・優宇　・本間多恵　・山縣優　・松本千穂　・アジャコング　・橋本千紘

## 得意技
ダイビングボディプレス
道南リングでの現在のフィニッシャー。
北都落とし
北都プロレスの池田昌樹の必殺技。池田の引退後、この技の後継者となる。
ダイビングヘッドバッド
ライガーボム
リバース・スプラッシュ
イサリビ
旋回式ハワイアンスマッシャー。
テキサスクローバーホールド
カツ落とし
水車落とし。
メタボリック・フットスタンプ
コーナートップから体重をいかしたフットスタンプ。メタボ時代のカツオのフェイバリットホールドである。
メタボリック・スタンプ
強烈に太った尻をたたきつける技。
ムーンサルトプレス
サイバーコング・シートが使用。
チェーンラリアット
サイバーコング・シートが使用。
ラリアット
ヘッドバット
打撃戦の中で使用。ゴツっ！という音が会場に響く。
バックドロップ
抱え込みではなくへそ投げ式。主に重量級の選手との対戦で使用。

## 獲得タイトル
- MWF世界タッグ王座（第4代。パートナーはキジムナー）
- HWC王座（第9代）

## その他
- 2006年頃から「今年はカツオの時代だー」とことあるごとに言っていたが、そのような気配はまったくないままであった。
- しかし、メタボリックキャラに変身してからは岩佐拓、鷹木信悟、望月成晃、K-ness.などの選手ブログに、頻繁に登場。当初予定していたものとはおそらく違った形ではあるが、時代が到来しつつある。
- 戸澤塾では太鼓を任されているが、リズム感の無さを露呈するだけになってしまっている。また戸澤が大野愛用の太鼓を落としたことがきっかけで、二人の間に亀裂が走ったことがあった。バルクアップを始めてから太鼓を叩かなくなった。
- 元々は引き締まった肉体だったが、それ以上に見事な肉体を持つCIMA、横須賀享、土井成樹などがいることから『同じ土俵では勝てない』の結論によりヤケになって過食。これが原因でメタボリックキャラが誕生した。
- バルクアップをするために食べまくって体重が100kgを超えてしまった。また、バルクアップ後は金髪に染め、パーマをかけたり、耳にピアスをして、ヤンキー風になった。
- はこだて観光大使・函館けいりんPR大使を務めている。
- 道南リングの参戦選手がスケジュールをカツオのSNSを見て知る、選手の送迎中50キロ以上ガソリンスタンドが無い区間をガス欠警告が点いたまま車で爆走する等のトンパチぶりが、#カツオの怖い話 のハッシュタグで語られている。
- 2022年5月23日のドラゴンゲート函館アリーナ大会の、ウルティモ・ドラゴン、吉田隆司、カツオvsドン・フジイ、望月亨、問題龍の試合後、自身のデビュー戦の対戦相手であり、年に一度開催されるドラゴンゲート函館大会の度に何かと文句をつけてはカツオに襲いかかって来るドン・フジイと和解。次回大会でのタッグ結成をリング上からアピール。
- 同大会では負傷欠場中のBIGBOSS清水に代わりNATURAL VIBESの入場ダンスでセンターを務め、函館名物のいか踊りを披露。
- 2023年5月22日のドラゴンゲート函館アリーナ大会では前年の約束通り、望月マサアキを交えてドン・フジイとのタッグ結成。セミファイナルでYAMATO、Kzy、パンチ富永組と対戦し勝利。試合後に斎藤了GMにタイトル挑戦を直訴、2024年の函館大会ではトライアングルゲートに挑戦が実現[3]する…？
- 前年の斎藤了GMとの約束通り、2024年５月27日のドラゴンゲート函館アリーナ大会にて、B×Bハルク、Kzyとの「北海道最強トリオ」にてストロングマシーンJ、BIGBOSS清水、UTの保持するオープン・ザ・トライアングルゲート選手権に挑戦。ドラゴンゲート所属時代も含めて初のタイトル挑戦を果たす。[4]
- 例年ドラゴンゲートの函館大会は年に１度の開催が通例だったが上記カツオのドラゴンゲート初のタイトルマッチが盛り上がった為、12月の北海道遠征の日程に急遽函館大会が追加となり、翌日の後楽園ホール大会への選手の移動が新千歳→羽田の飛行機から函館大会終了後に即フェリーとバス移動のハードスケジュールに変更となった。その甲斐もあって今回の函館大会も非常に盛り上がった。[5]
- 総合格闘技と格闘探偵団バトラーツがルーツの山本裕次郎の試合は、毎回お互いのバックボーンを超えたバチバチとした打撃の応酬が見られる鉄板カードである。2019年3月31日のシングルマッチは道南リングのベストバウトと名高い。